# Abay
Abay (castellà) o Abai (aragonès) és una localitat aragonesa pertanyent al municipi de Jaca, a la Jacetània, a la província d'Osca, Aragó. Des del punt de vista eclesiàstic, pertany al bisbat de Jaca i arquebisbat de Pamplona.

## Geografia
Pertany a la comarca de la Solana, als peus dels Pirineus, a 8 quilòmetres de Jaca. Està a 775 metres d'altitud, en un terreny pla, cosa que ha permès que les seves cases es trobin disperses, al mateix temps que la parròquia serveix de punt de referència en el pla urbà. Està orientat a sud i domina la plana que descendeix al riu Aragó, particularment apta per al cultiu de cereal.
Aquesta comarca es troba a l'oest de Jaca, als peus orientals de la muntanya cap al sud, d'on procedeix la seva denominació «Solana», que configura una àmplia plana idònia per al cultiu de cereal que únicament es trenca per l'existència de «corones» (altells). Està regat pels rius Estarrún i el Lubierre que la recorren de nord a sud fins a desembocar al riu Aragó que flueix d'est a oest, en direcció a Berdún.
Configura un espai natural adequadament conservat, per aquest motiu està declarat com a lloc d'importància comunitària (LIC), Espai protegit inclòs en la xarxa Natura 2000 i la zona d'especial protecció per a les aus (ZEPA), en la qual nien les arpelles, com el cendrós, el milà negre i el milà reial, la mallerenga carbonera, el xoriguer, el blauet, el botxí ibèric i la calàndria.

## Administració municipal
En 1836, després de la desamortització de Mendizábal, va passar de ser domini eclesiàstic a municipi independent, que en 1845 va absorbir al d'Ascara, per a 1865 incorporar els de Banaguás i Guasillo i, finalment, el 1944, els de Araguás de Solano i Caniás. El 1963 tots ells es van incorporar a Jaca.
El municipi de Jaca té una considerable extensió i per aquest motiu està dividit en sis unitats. Abay pertany a la unitat de la Solana, de la qual també formen part les poblacions veïnes d'Ascara, Asieso, Banaguás, Novés, Araguás del Solano, Caniás i Guasillo.

## Demografia
| 1842 | 1877 | 1887 | 1897 | 1900 | 1910 | 1920 | 1930 | 1940 | 2017 |
| ---- | ---- | ---- | ---- | ---- | ---- | ---- | ---- | ---- | ---- |
| 105  | 546  | 476  | 436  | 488  | 462  | 442  | 516  | 505  | 42   |

## Història
La primera referència documental d'Abay es remunta a 1030. Al segle xi era propietat del rei d'Aragó que la deixava en règim de «tinença» a diferents senyors feudals, que gaudien d'ella en qualitat de «tinents». A finals d'aquest segle, el comte Sancho Galíndez, senyor d'Atarés, va donar diverses propietats que tenia a Abay als monestirs de Sant Joan de la Penya i de Santa Maria d'Iguàcel.
A fins als del segle xii l'església d'Abay depenia de la catedral de Jaca. Al segle xiii estava sota la jurisdicció de l'ardiaconat de Laures. En 1571, quan es va restaurar la diòcesi de Jaca, va ser-hi incorporada.

## Patrimoni cultural

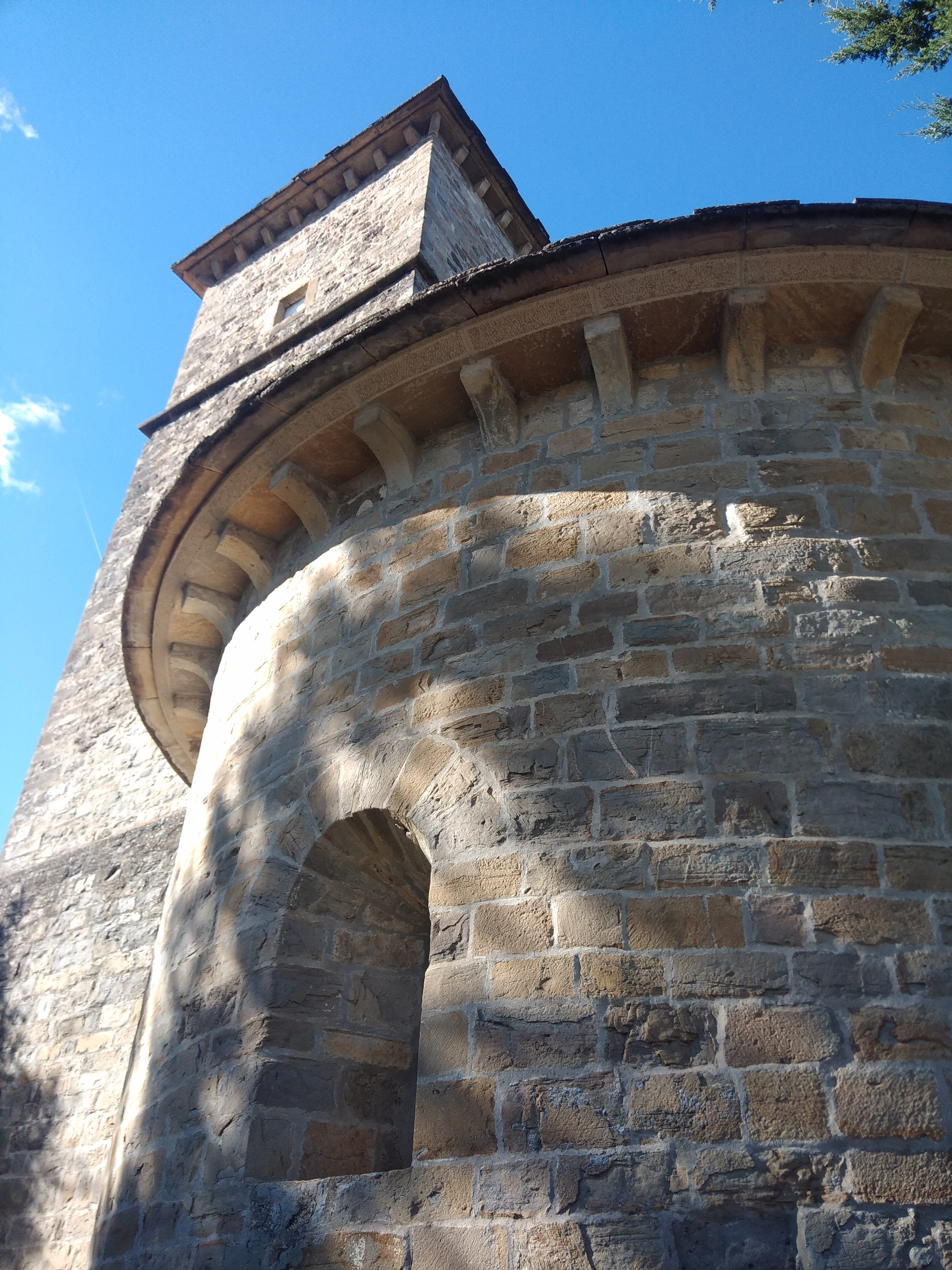
Església de Sant Andreu. Absis romànic i torre del

### Església de Sant Andreu
L'església romànica primitiva era de planta rectangular, d'una sola nau que acaba en un absis semicircular amb una finestra de doble esqueixada, que s'ha conservat. No presenta motius decoratius. La coberta era de fusta. Adossat al mur sud es trobava una dependència també tancada per un absis semicircular, encara que de menor grandària que el de la nau central, que conserva l'altar primitiu. No s'adverteix des de l'exterior, ja que està a la base de la torre que s'hi aixeca a sobre. Aquesta construcció annexa a la nau central és poc freqüent en el romànic. En el mur oest, als peus de la nau, s'obre una petita porta amb arc de mig punt.
Al segle xvi es va produir una reforma radical i ampliació del temple. Se'l va dotar de tres naus, es va aixecar el cor alt al peu del temple, i es va construir l'actual portada (porta la data de 1757), d'estil classicista, amb arc de mig punt i pilastres toscanes, tot això rematat per un entaulament recte.
Al segle xviii es va cobrir amb voltes de mig canó amb llunetes i es va recréixer la torre, que s'aixeca sobre l'absis romànic meridional, dotant-la de tres cossos, tal com es conserva actualment. Va ser restaurada el 1987 i, amb aquest motiu, es van suprimir els edificis que s'havien construït annexos al temple.
La parròquia conserva peces d'interès, com una teca (caixa per relíquies); les restes d'una creu processional, de la qual s'afirma que és la més antiga d'Aragó; i restes del crismó de la primitiva església romànica. Els tres elements es van descobrir amb motiu de les obres de restauració. Les tres peces es daten a finals de segle xii. Custodia, a més, pintures murals gòtiques procedents del despoblat de Huertalo. Destaca especialment una talla de fusta policromada de la Verge, sedent, amb el Nen en el seu genoll esquerre en actitud de beneir; presenta trets romànics als quals se sumen altres gòtics, per la qual cosa s'ha datat a la fi del segle xiii i ha estat classificada com una escultura romànica tardana. Procedeix de l'ermita de l'Assumpció.

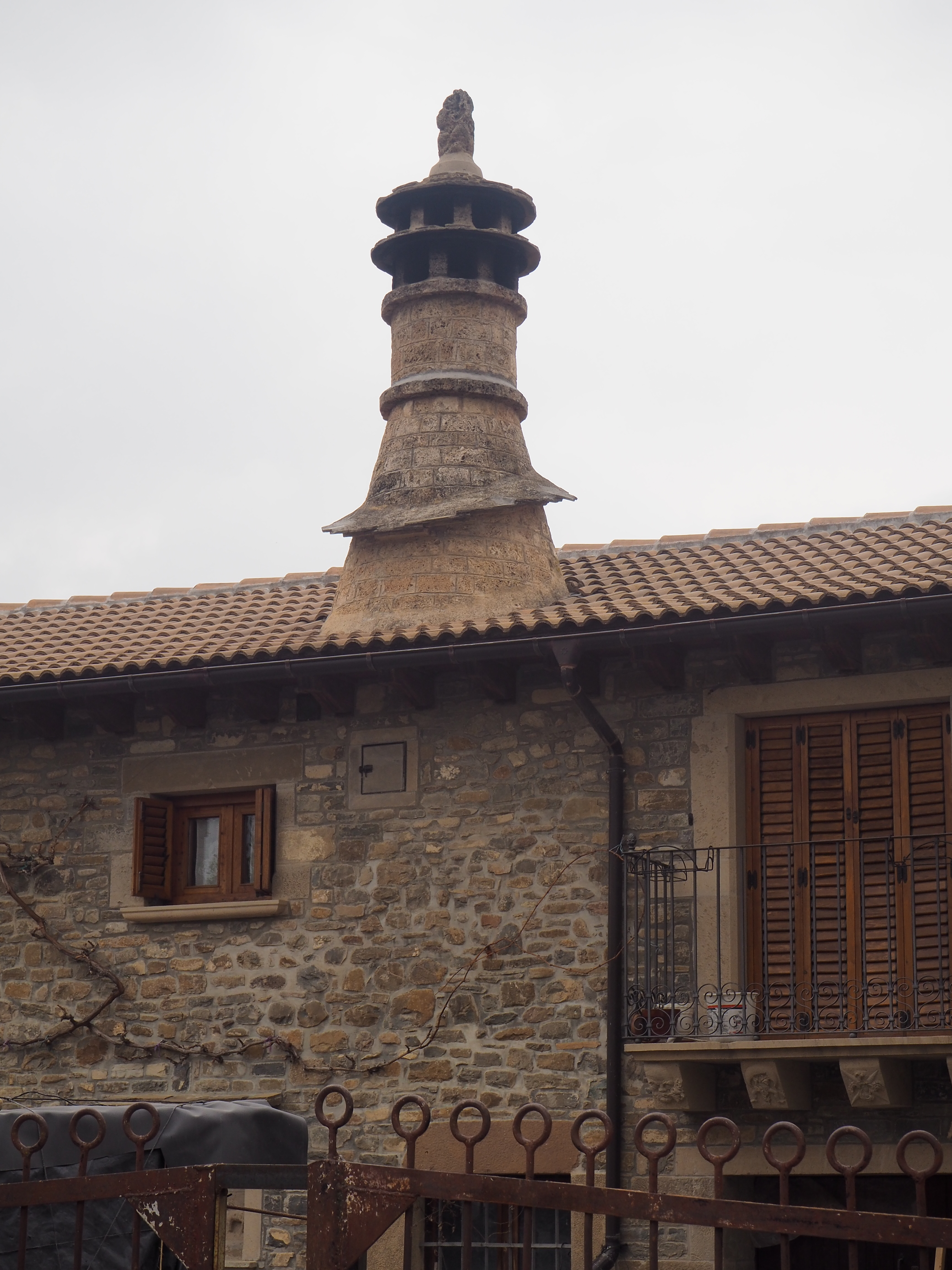
Xemeneia amb "espantabruixes"

### Arquitectura popular
Es conserven habitatges típics de la comarca, construïdes amb sillarejo, cobertes de llosa de les que sobresurten grans xemeneies troncocòniques rematades amb les característiques «espantabruixes». Es tracta d'un element de pedra, sovint una creu, que es considerava que impedia que les bruixes entressin a l'habitatge. Sobreviu al forn municipal per coure el pa; es tracta d'un edifici exempt, de planta rectangular, amb una gran llar de foc, que ha estat convenientment restaurat.

### Ermita de l'Assumpció
Està dins de nucli urbà. Possiblement, hi va haver un temple romànic, tot i que l'actual data de 1781. És un edifici de grans proporcions per a les quals solen ser habituals en les ermites, té una nau sostinguda amb contraforts, coberta a dues aigües, pòrtic d'entrada i torre. Conserva dues pintures del cartoixà Manuel Bayeu datades de 1792, el mateix any en què va pintar al fresc el presbiteri de la catedral de Jaca.

### Creuer
Es troba als afores, a un quilòmetre del poble, a l'antic camí que anava de Jaca a Berdún i que segueix camí primitiu de Sant Jaume. S'alça sobre tres graons, té basa, el fust de la columna és llis, el capitell és d'estil toscà i a sobre hi ha col·locada una creu. En una banda hi ha el Crucificat, amb la inscripció als seus peus «HIS» (Jesús) i en l'altre la Verge Dolorosa. El conjunt està ben executat i l'estil és classicista.

## Festes
- 20 de gener: Foguera de  Sant Sebastià.
- 15 d'agost: Festes de l'Assumpció.
- 30 de novembre: Festes de Sant Andreu, patró d'Abay.

## Galeria d'imatges

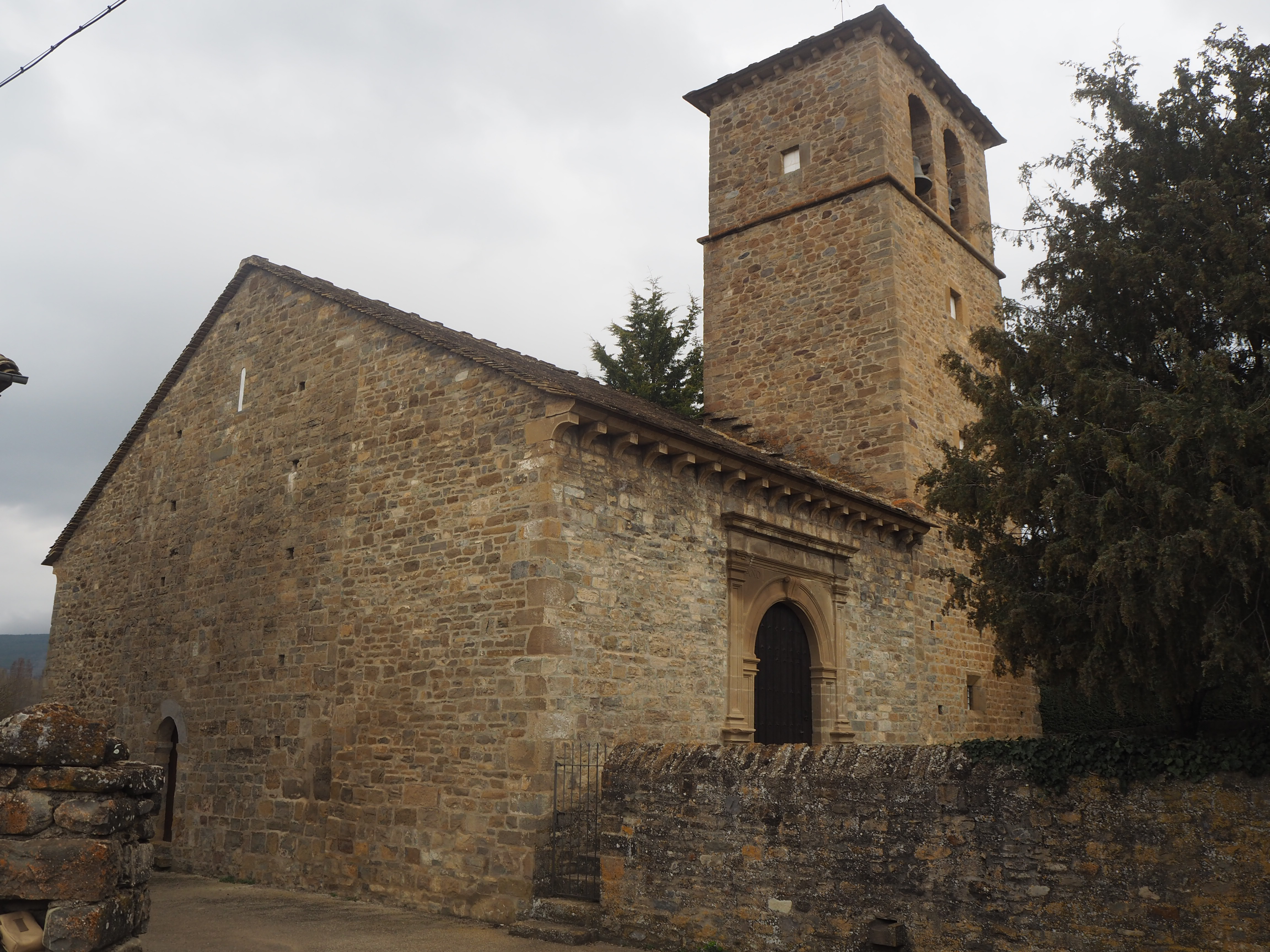
Església de Sant Andreu
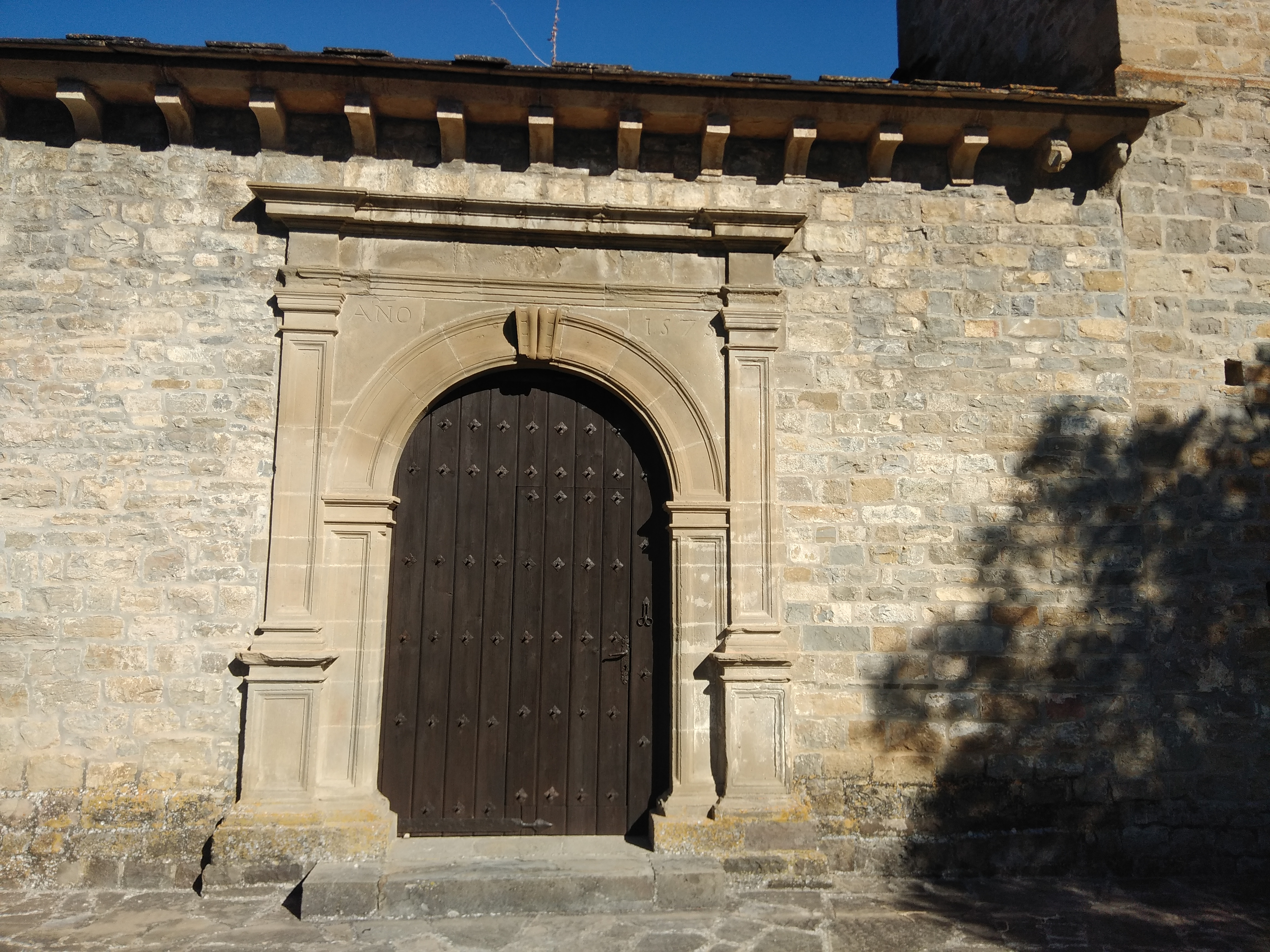
Portada classicista de l'església (1757)
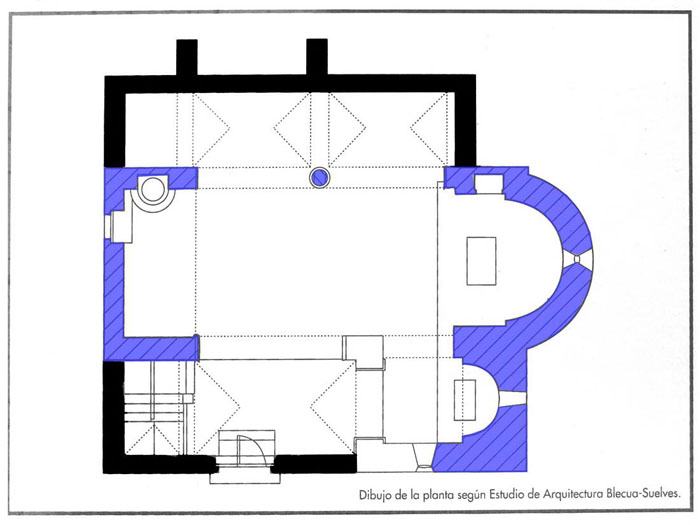
Planta de l'església de Sant Andreu
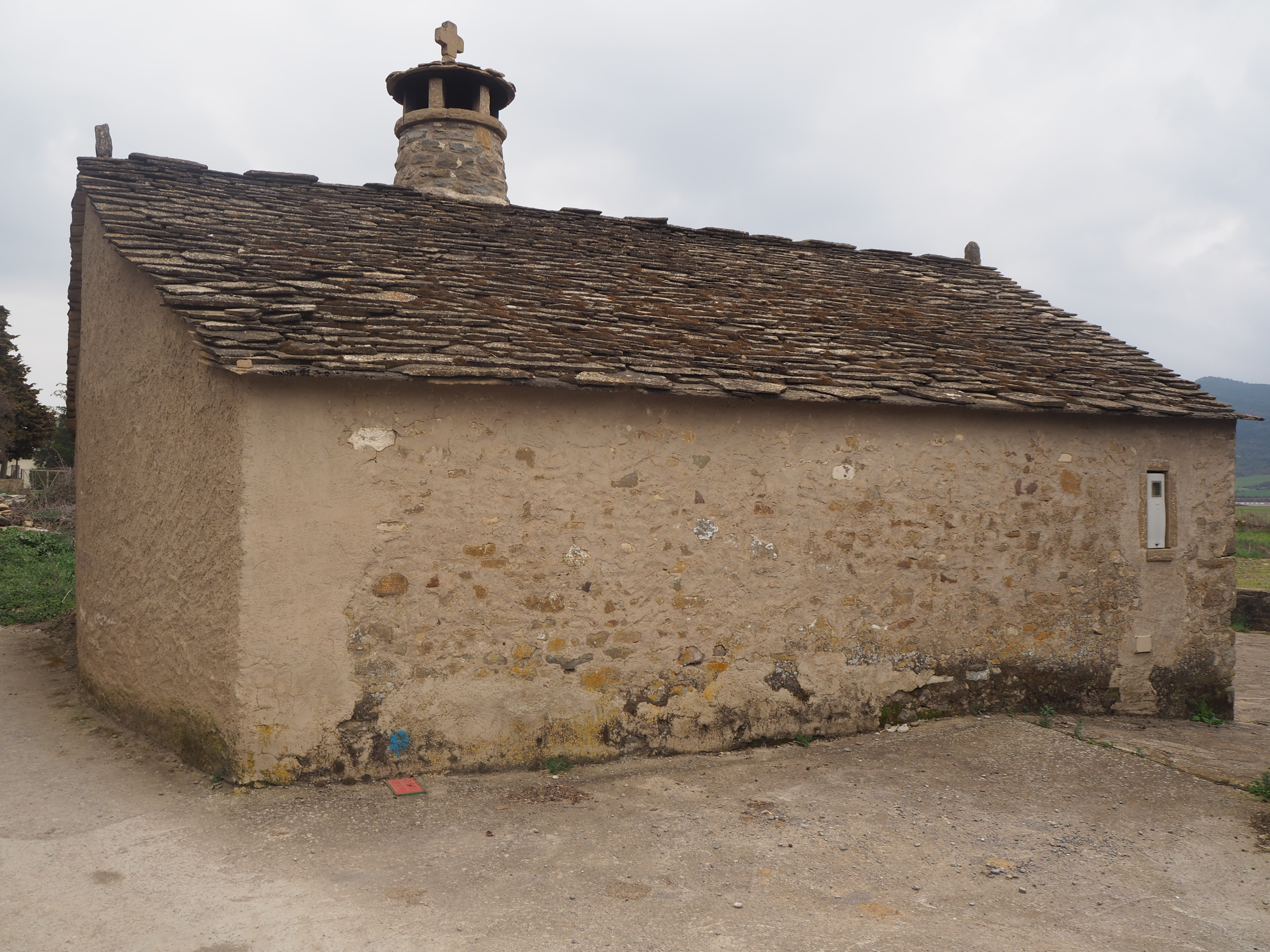
Forn municipal de pa
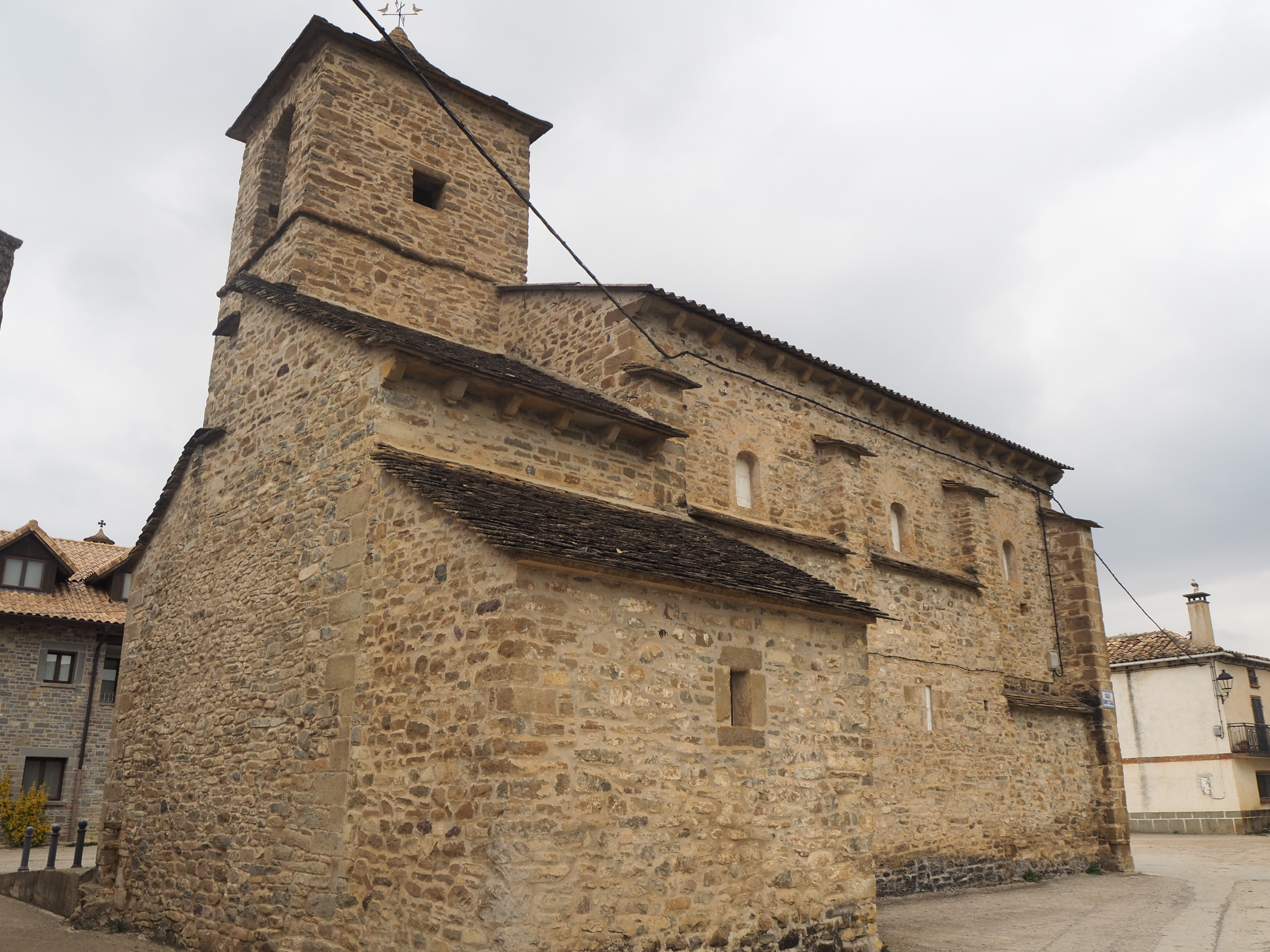
Ermita de l'Assumpció (S. XVIII)
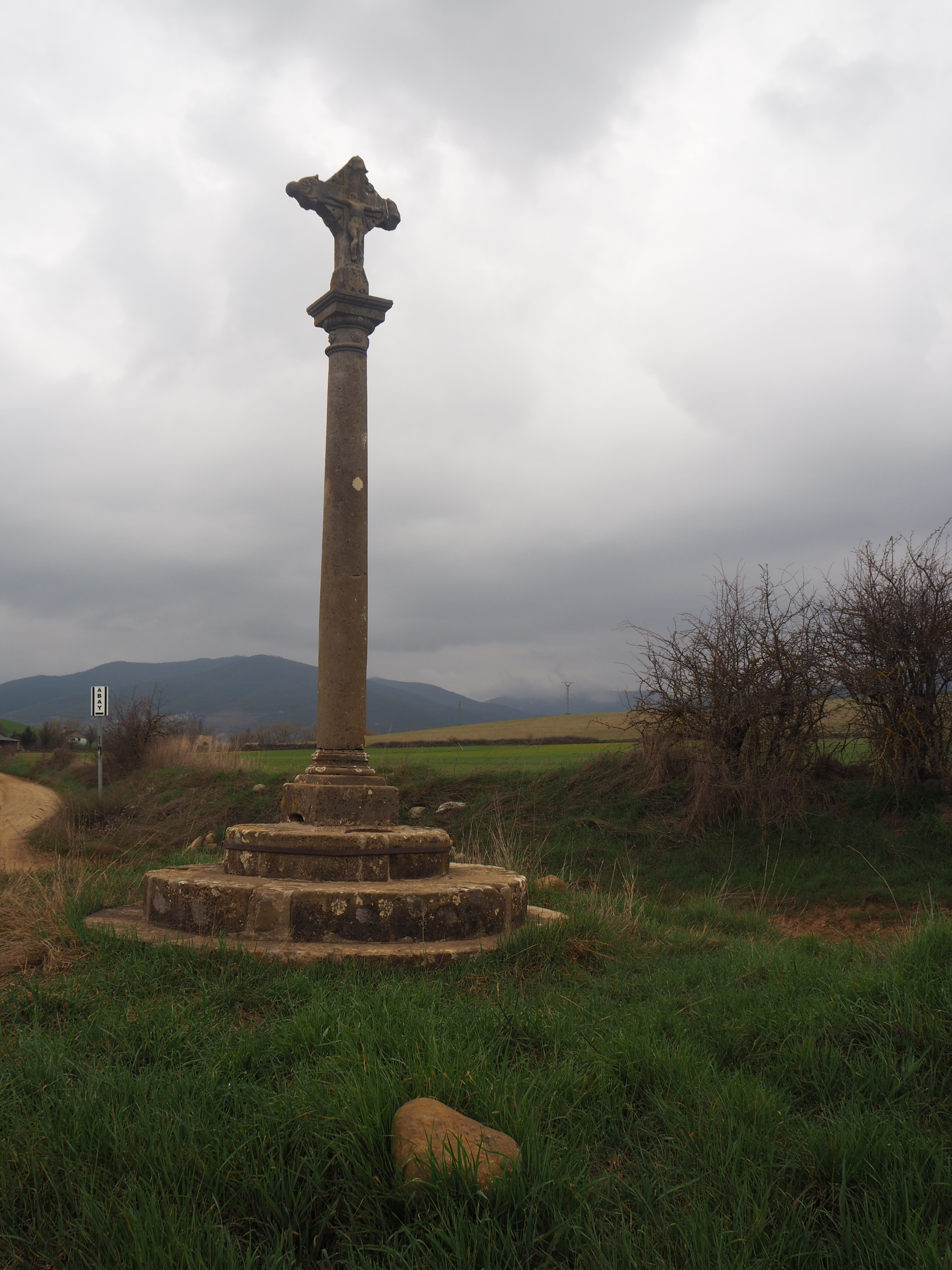
Creuer en el Camí de Sant Jaume